# Macrofukia habonis
Macrofukia habonis är en insektsart som beskrevs av Matsumura 1940. Macrofukia habonis ingår i släktet Macrofukia och familjen spottstritar. Inga underarter finns listade i Catalogue of Life.